# Wild Things
Wild things (Juegos salvajes en España y  Criaturas salvajes en Hispanoamérica) es una película estadounidense de suspense dirigida por John McNaughton, protagonizada por Matt Dillon, Neve Campbell, Kevin Bacon, Denise Richards y Theresa Russell y estrenada en 1998.

## Sinopsis
Sam Lombardo (Matt Dillon), un apuesto consejero estudiantil de un instituto, es acusado de violación por dos jóvenes estudiantes suyas: la rica y popular Kelly Van Ryan (Denise Richards) y Suzie Toller (Neve Campbell), una chica de pocos recursos que no se integra muy bien a su entorno.
A pesar de que durante el juicio una de las dos admite haber mentido para vengarse de él, Sam Lombardo es vetado socialmente y no puede reintegrarse a sus actividades habituales. Unido a esto se le suma la presión de Ray Duquette (Kevin Bacon), un detective que insiste en que algo turbio hay detrás de las acusaciones de las chicas.
Todo parece estar claro para la justicia, pero nada es lo que parece dentro de un juego de azar donde todos parecen estar involucrados.

## Reparto
| Actor                | Personaje              |
| -------------------- | ---------------------- |
| Matt Dillon          | Sam Lombardo           |
| Kevin Bacon          | Sargento Ray Duquette  |
| Neve Campbell        | Suzie Marie Toller     |
| Denise Richards      | Kelly Lanier Van Ryan  |
| Theresa Russell      | Sandra Van Ryan        |
| Daphne Rubin-Vega    | Detective Gloria Pérez |
| Robert Wagner        | Tom Baxter             |
| Jennifer Bini Taylor | Barbara Baxter         |
| Bill Murray          | Kenneth Bowden         |
| Eduardo Yáñez        | Frankie Condo          |
| Skeet Ulrich         | David Daniel Jackson   |
| Carrie Snodgress     | Ruby                   |
| Jeff Perry           | Bryce Hunter           |
| Dennis Neal          | Art Maddox             |
| Marc Macaulay        | Walter                 |
| Cory Pendergast      | Jimmy Leach            |
| Toi Svane Stepp      | Nicole                 |
| Paulo Benedeti       | Kirk                   |
| Anthony Giaimo       | Dave                   |
| Manny Suárez         | Georgie                |